# Sivagiri (Tenkasi)
Sivagiri es una ciudad y nagar Panchayat situada en el distrito de Tenkasi en el estado de Tamil Nadu (India). Su población es de 23040 habitantes (2011). Se encuentra a 81 km de Tirunelveli y a 111 km de Madurai.

## Demografía
Según el censo de 2011 la población de Sivagiri era de 23040 habitantes, de los cuales 11399 eran hombres y 11641 eran mujeres. Sivagiri tiene una tasa media de alfabetización del 69,68%, superior a la media estatal del 80,09%: la alfabetización masculina es del 79,93%, y la alfabetización femenina del 59,75%.